# Ижевская ТЭЦ-2
Ижевская ТЭЦ-2 — крупнейшая электростанция Удмуртской республики, теплоэлектроцентраль, расположенная в Устиновском районе города Ижевск. Входит в состав Удмуртского филиала ПАО «Т Плюс».
Станция расположена на северо-восточной окраине города.
Ижевская ТЭЦ-2 поставляет электрическую энергию и мощность на оптовый рынок электрической энергии и мощности. Является основным источником тепловой энергии для системы централизованного теплоснабжения Ижевска, включая крупные промышленные предприятия и жилищно-коммунальный сектор города. Установленная электрическая мощность — 390 МВт, тепловая — 1474 Гкал/час.

## История
К середине 1960-х годов в Ижевске сформировался дефицит энергии, началось строительство энергоёмкого автомобильного завода и Буммаша. Для покрытия возрастающих нагрузок в 1971 году началось строительство второй теплоэлектроцентрали города. В 1975 году введён в эксплуатацию первый водогрейный котел, в 1977 году — первый энергоблок. Строительство первой очереди завершено в 1982 году. В 1992—1999 годах станция расширена строительством трёх водогрейных котлов КВГМ-180 и новой дымовой трубы высотой 240 метров. Однако достроена и введена в эксплуатацию труба была лишь в 2015 году.
ТЭЦ-2 входила в состав Удмуртэнерго. В ходе реформы РАО ЕЭС России ТЭЦ-2 вошла в состав ТГК-5, позднее присоединённой к ОАО «Волжская ТГК». В 2015 году объединённая компания была переименована в ПАО «Т Плюс».

## Описание
Удмуртская энергосистема и Ижевская ТЭЦ-2 работают в составе объединенной энергосистемы Урала. Ижевские ТЭЦ-1 и ТЭЦ-2 являются основными энергоисточниками Ижевского энергоузла. Установленная электрическая мощность ТЭЦ-2 на конец 2015 года составляет 390 МВт или 48,3 % от общей мощности электростанций региона. Выработка электроэнергии в 2014 г. составила 2060 млн кВт⋅ч.
ТЭЦ-2 работает в режиме комбинированной выработки электрической и тепловой энергии. Является одним из основных источников тепловой энергии для системы централизованного теплоснабжения города. Установленная тепловая мощность станции — 1474 Гкал/ч, из них на отборы турбин приходится 574 Гкал/ч.
По величине электрической и тепловой мощности ТЭЦ-2 является крупнейшим энергоисточником Удмуртской республики.
Основное оборудование станции включает:
- четыре паровых котла типа ТП-87-1 единичной производительностью 420 т/ч;
- четыре теплофикационных турбоагрегата типа:
  - один ПТ-60/75-130/13 ЛМЗ;
  - три Т-110/120-130 УТЗ;
- пиковая водогрейная котельная мощностью 900 Гкал/ч.

В качестве основного топлива используется кузнецкий каменный уголь и магистральный природный газ, резервное топливо — топочный мазут.